# Santee Indijanci
Santee (Zantee, Seretee, Seratee, Sattee), pleme američkih Indijanaca porodice Siouan sa srednjeg toka rijeke Santee (okruzi Calhoun, Clarendon i Orangeburg) u današnjoj saveznoj američkoj državi Južna Karolina. 

## Povijest
Santee u vrijeme dolaska britanskog istraživača Johna Lawsona 1700. žive na srednjem toku istoimene rijeke, a po njegovim riječima, njihova polja pružaju se miljama. Prvi kontakti s Europljanima još su stariji, a prvi ih spominju Španjolci tijekom 17. stoljeća. Kapetan Eçija, koji 1660.-tih plovi uz Santee prvi ih nalazi na istom mjestu gdje i Lawson tridesetak godina kasnije. Santee su bili u ratu s obalnim plemenima u Lawsonovo doba, a imali su 1715. dva sela (jedno je poznato kao Hickerau) 70 milja (nekih 100 km) sjeverno od Charlestona, s 43 ratnika. Iste te godine (1715) Santee su bili na strani Yamaseeja protiv Engleza, pa su ih napali engleski saveznici Creeki. Južnokarolinski kolonijalni dokumenti navode da ih 1716. napadaju za engleske interese plemena Etiwaw i Cusabo. Tom prilikom mnogi su zarobljeni i odvedeni u roblje u Zapadne Indije. Ostali koji su uspjeli izbjeći ratnicima Etiwaw i Cusabo, po svoj su se prilici priključili Catawbama. 
natchez

## Život i običaji
Pogrebni običaji 
Opise života Santee Indijanaca s počwetka 18. stoljeća ostavio nam je Lawson. Prema njegovim riječima, njihov poglavica apsolutni je vladar nad životima i smrti svojih suplemenika. Ovakav despotizam rijedak je među drugim Indijancima, primjerice kod Natcheza, njima na jugozapadu. Svoje odličnike (poglavice i ratnici) zakapali su na vrhovima mounda (humaka), viših ili nižih, ovisno o rangu, čiji su grobovi natkriveni krovovima poduprtim drvenim nosačima, kako bi zaštitili grob od vremenskih uvjeta. Na ovim nosačima rođaci su vješali zvečke, perje i druge darove i žrtve. Tijekom nekoliko dana po sahrani, ožaloščeni rođaci lica ocrnjenih znacima žalosti, čuvali stražu pokraj groba.
 Agrar, lov i ribolov 
Kuće Santeeja, prema španjolskim opisima iz 1880.-tih, bile su od kore drveta i blatom obljepljene kolibe. Živjeli su od uzgoja tipičnih američkih kultura, razne vrste tikava iz porodice Cucurbitaceae, kukuruz, grah i duhan. Lovom na jelena, rakuna i divlje ptice (puran i divlje guske) i ribolovom na rijeci santee dolazikli su do mesa, kože i perja. od kože se proizvodila i muška i ženska odjeća, a na posebnoj cijeni bilo je perje jastreba i purana kojim su kitili svečanu odjeću. 

## Santee danas
procjenjuje se da je izvorna populacija iznosila oko 3,000 (1600), dok danas njihovih potomaka ima oko 6,000, organiziranih kao pleme Santee Indian nation, u okruzima Berkeley, Calhoun i Orangeburg sa sjedištem u gradiću Pauline, okrug Spartanburg.

## Vanjske poveznice
- South Carolina – Indians, Native Americans – Santee
- Santee Sioux Indian Tribe History